# 庄司明
庄司 明（しょうじ あきら、1969年 - ）は、日本の音響監督。

## 人物
2003年にアーツ・プロの本田保則に師事して多くのアニメの音響制作を手掛け、2015年にダックスプロダクションを経てフリーランスの音響監督となる。また、2018年より声優ワークショップASGを主催し新人声優の育成に努める。

## 主な音響監督作品
2003年
- セイント・ビーストシリーズ（ドラマCD）

2006年
- セイント・ビースト〜幾千の昼と夜 編〜（OVA）

2007年
- CR弾球黙示録カイジ

2008年
- CR闘牌伝説アカギ 狂気編/覚醒編

2011年
- ブラックラグーン（遊技機）

2016年
- そらのおしごと side “STARS”（Audible、iTunes Store）

2017年
- 旋光の輪舞2（ゲーム・ドラマCD）

2018年
- 成り上がり〜華と武の戦国（アプリゲーム）

2019年
- ICARUS M（アプリゲーム）
- 頂上三国（アプリゲーム）
- 新三國志（アプリゲーム
- 決戦三国（アプリゲーム）

## 主な音響制作作品

### テレビアニメ
2003年
- セイント・ビースト〜聖獣降臨編〜
- 天使のしっぽ Chu!

2004年
- MONSTER
- MEZZO -メゾ-
- 天上天下

2005年
- 闘牌伝説アカギ

2006年
- BLACK LAGOON

2007年
- 逆境無頼カイジ
- CLAYMORE
- シグルイ

2008年
- ONE_OUTS ONE OUTS
- 秘密～The Revelation～
- 魍魎の匣

2009年
- 蒼天航路
- 青い文学シリーズ

2011年
- SUPERNATURAL THE ANIMATION

2015年
- 洲崎西 THE ANIMATION

2016年
- はんだくん（音響監督助手兼任）
- ばくおん!!
- 私がモテてどうすんだ
- あおおに〜じ・あにめぇしょん〜

### 劇場アニメ
2007年
- ジョジョの奇妙な冒険 ファントムブラッド
- 鉄人28号

2010年
- TRIGUN Badlands Rumble（音響監督助手兼任）

2016年
- 青鬼 THE ANIMATION

### その他
- CDドラマ・ゲーム・遊技機など多数